# گمینا کژنووووگا ماوا
گمینا کژنووووگا ماوا (به لهستانی:  Gmina Krzynowłoga Mała) یک گمینا در لهستان است که در شهرستان پژاسنش واقع شده‌است. گمینا کژنووووگا ماوا ۱۸۴٫۴ کیلومتر مربع مساحت و ۳٬۵۹۹ نفر جمعیت دارد.